# Hansenia mongholica
Hansenia mongholica är en växtart i släktet Hansenia och familjen flockblommiga växter.
Arten är en perenn ört som förekommer i Sibirien och Mongoliet. Den beskrevs av Nikolaj Turtjaninov 1844.